# Majk
Majk (ook wel Majkpuszta) is een klein plaatsje in de gemeente Oroszlány (district Oroszlány), bij Tatabánya  in Hongarije.
Majk is vooral bekend door het barokke klooster, dat ontworpen is door Jakob Fellner.

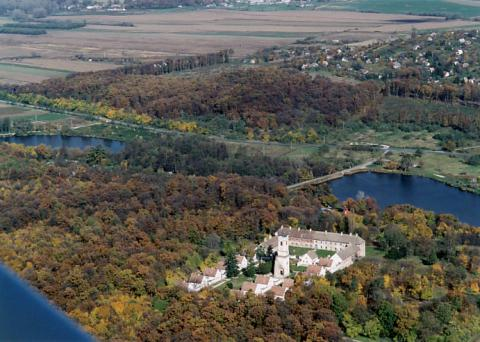
Het klooster van Majk
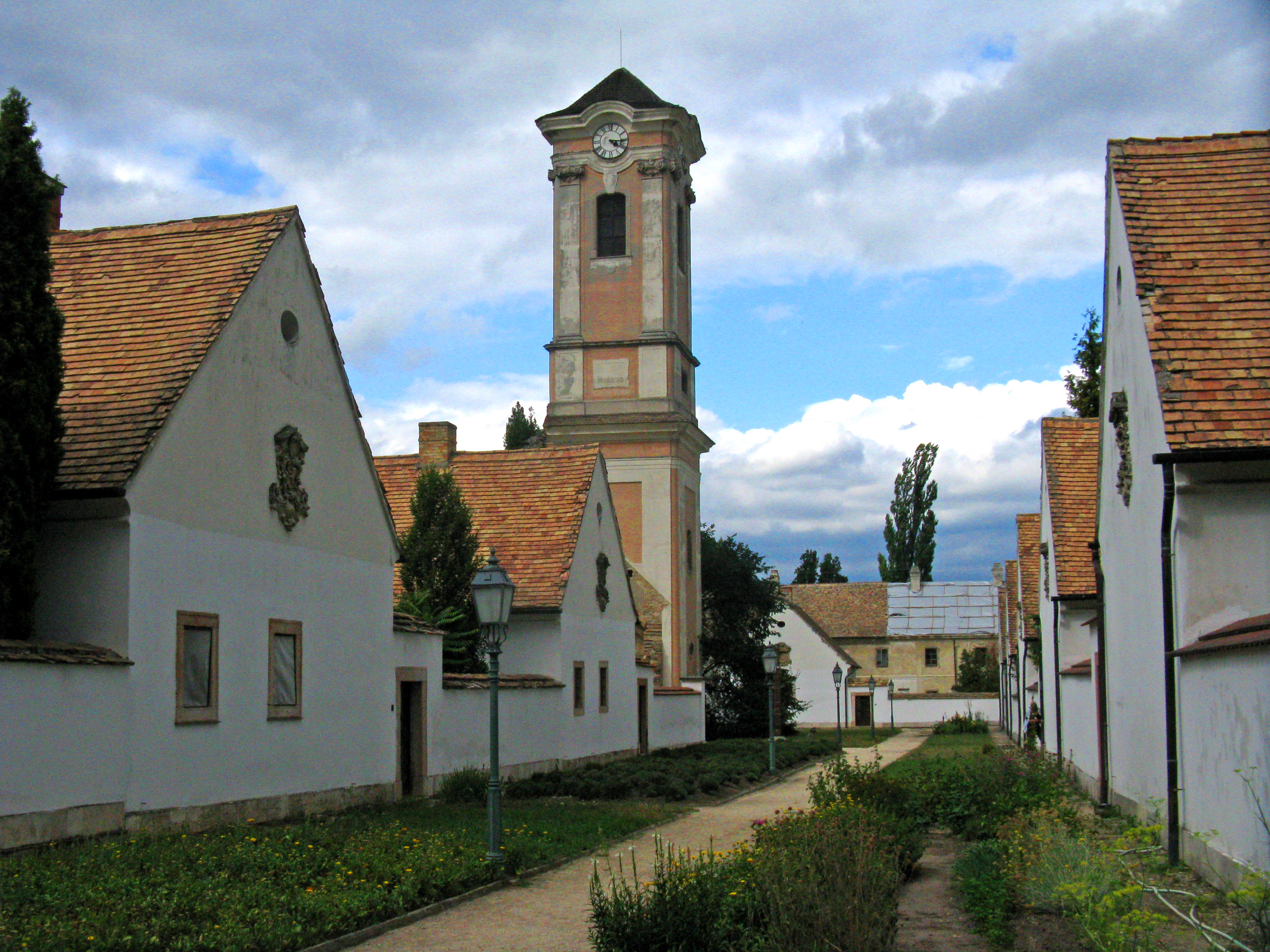
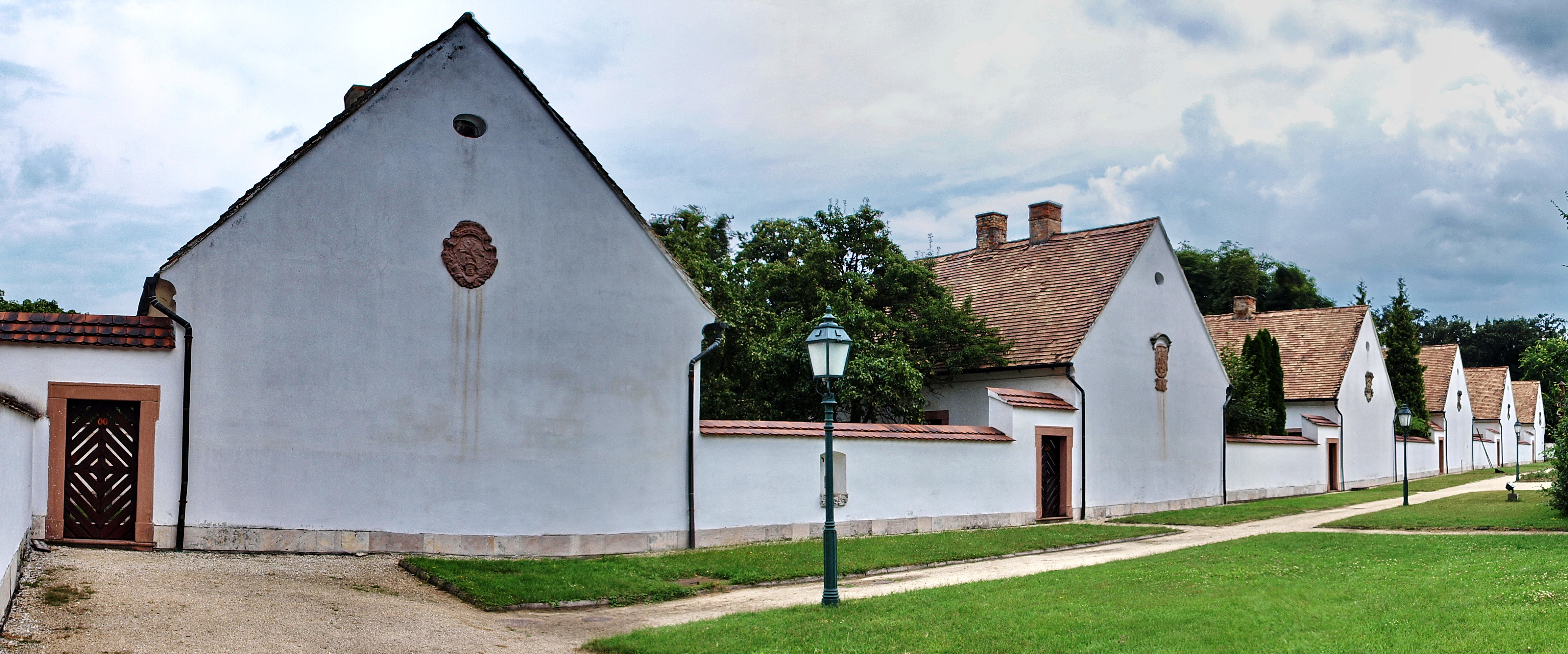